# 高興 (元)
高 興（こう こう、淳祐5年（1245年）- 皇慶2年9月20日（1313年10月10日））は、13世紀後半に南宋およびモンゴル帝国に仕えた漢人将軍の一人。モンゴルによる平定直後の南宋領で頻発した叛乱の多くを平定したこと、また失敗に終わったジャワ遠征に従事したが戦中は的確な判断を行い、戦後ジャワ遠征指揮官の中で唯一処罰を受けなかったことなどで知られる。

## 概要

### 生い立ち
高興の祖先は薊州から開封府に移住した家系で、曾祖父の高拱之と祖父の高子洵は代々農業を生業としていた。金末、モンゴル軍の侵攻が始まると父の高青は蔡州に移住し、そこで高興は生まれた。高興は少年の頃から強弓で知られ、ある時南陽の山中で狩猟を行ったとき、猛虎が現れて他の者たちが逃げ惑う中、高興のみが泰然自若として一矢で猛虎を仕留めたという。至元11年（1274年）冬、高興は8騎を率いて黄州に至り、そこで南宋の将の陳奕に仕えた。陳奕は高興を気に入り、自らの甥女を高興に娶わせたという。

### 南宋平定
至元12年（1275年）、バヤン率いるモンゴル軍が黄州に至ると、高興は陳奕とともにこれに投降し、千人隊長に任ぜられた。その後モンゴル軍に加わって瑞昌の烏石堡・張家寨を破り、南陵にまで進出した。バヤンはクビライに高興の功績を報告し、以後高興は一軍の将として常に先鋒を務めるようになったという。この頃、南宋の張濡がモンゴルからの使者を惨殺したために高興は張濡討伐に派遣され、溧陽で敵軍を破って敵将3人・士卒3人を斬って42人を捕虜とし、溧陽を陥落させた。この功績により高興は管軍総管とされ、更に銀墅の戦いでは南宋の将3名・士卒2,000人を討ち、建平を攻略して知県事の黄君濯を捕虜とした。また、間道を進んで独松関を奪取し、武康に至ってようやく張濡を捕虜とした。
至元13年（1276年）春、臨安が陥落し、バヤンは南宋朝廷の要人を連れて北還したが、高興は留まって南宋の残党掃討に従事した。一度降っていた衢州・婺州が再び反すると、高興は5,000の兵を率いてこれを攻撃したが、敵軍に数の上で劣るために40日の戦闘の末に包囲されてしまった。しかし高興は悪戦苦闘の末にこれを脱出し、建徳の境界で援軍と合流すると蘭渓の戦いで敵軍を破り婺州を平定した。

### 旧南宋領での叛乱平定
至元14年（1277年）春、婺州に戻って衢婺招討使の地位についた。この頃、東陽・玉山の群盗の張念九・強和尚らが宣慰使の陳祐を新昌で殺して叛乱を起こしたので、高興はこれを討伐した。その後、マングタイに従って福州・建州・漳州を平定し、敏陽寨・福成寨の陥落に功績を挙げた。至元15年（1278年）夏、マングタイを中心に福建行省が建てられると、高興も行都元帥府を建寧に立ててこの地の鎮撫に当たった。シェ族の黄華らが叛乱を起こした時には、高興が叛乱軍を討伐し、この功績により招討使行右副都元帥の地位に進んでいる。
至元16年（1279年）秋、召されて朝廷に赴き、大明殿における宴席で江南で得た財宝を尽く献上した。忽は高興の無欲さを奇としたが、高興は「臣はもとより貧賤でありましたが、いま幸いにして富貴を得ています。みな陛下の賜られたものです。どうして俘獲した物を隠すことがありましょうか」と答えたので、クビライは「まことに直臣である」と喜んだという。そこで高興は部下士卒の戦功を上奏し、忽から行賞を受けた高興は浙東道宣慰使の地位に就いた。
この後、同年中に福建・浙江沿岸地方の海賊討伐に当たった。しかし、漳州の盗賊が高安寨に拠って起こした叛乱平定には苦戦し、2年になっても下すことができなかった。至元17年（1280年）、詔により福建等処征蛮右副都元帥の地位を授けられ、オルジェイトゥらとともに漳州の賊の討伐に当たった。賊軍は高所より高興軍を攻撃したが、高興は兵に薪束で身を守らせつつ進ませ、山の中腹に至った所で薪束を捨てて撤退させた。その6日後、賊軍の矢石が尽きた頃を見計らって薪束に火をつけさせ、賊の首魁およびその一味2万人を斬ったという。至元18年（1281年）、盗賊の陳吊眼が10万の配下を集め、50余りの要塞を支配して叛乱をおこした。高興はこれを攻めて15塞を破り、千壁嶺に逃れた陳吊眼を捕殺して叛乱を平定した。
至元19年（1282年）、再び入朝して銀500両・鈔2500貫等を賜り、浙西道宣慰使の地位を得た。同年、黄華が衆10万を率いて叛乱を起こすと、高興はこれを鉛山で破り、8000人を捕虜とした。黄華は建寧方面を攻めようとしたが、高興は福建の軍と合流して黄華の下に急ぎ、まず配下の有力な将2人を捕虜とした。更に江山洞に逃れた黄華を追撃し、黄華は焼死した。至元21年（1284年）には淮東道宣慰使に転じ、至元23年（1286年）には江淮行中書省参知政事の地位を得て婺州の盗賊の施再十を討伐し、更に浙東道宣慰使に昇進した。
至元24年（1287年）、サンガを首班とする尚書省が再設置されると、参知政事の地位を受けて、婺州における柳分司の叛乱を平定した。至元28年（1291年）、福建行省が廃止されたので行福建宣慰使に転じ、漳州の盗賊を平定した功績により江西行省左丞の地位に就いた。

### ジャワ遠征
至元29年（1292年）、ジャワ遠征のために再び福建行省が設置されると、高興は福建行省右丞の地位を得た。史弼が武略に加えて民政に長けていた故の抜擢、イグミシュが海上交易の専門家としての選出であるのに対して、高興は旧南宋領での叛乱討伐における臨機応変な戦いぶりが見込まれてジャワ遠征の指揮官に選ばれたものとみられる。
至元30年（1293年）にモンゴル軍は無事ジャワ島に到着したものの、当時ジャワ島では最後のシンガサリ王クルタナガラを弑逆したジャヤカトワンと、クルタナガラの娘婿であったウィジャヤが対立する状勢にあった。ウィジャヤの援軍要請を受けてモンゴル軍はジャヤカトワンを討つことに決めたものの、高興のみはウィジャヤの動向を危険視して自ら行動をともにし、東側からジャヤカトワンの本拠であるダハに攻め入った。ジャヤカトワンの王子が山谷に逃れると高興は別働隊1,000を率いてこれを追い、王子たちを捕虜とする功績を挙げた。その後、ダハに戻ると史弼とイグミシュによって一時帰国を許されたウィジャヤが去った後であり、これを知った高興は史弼らの行動を失策であると大いに批判したという。果たして、ウィジャヤが間もなく裏切ったためにモンゴル軍は窮地に追い込まれ、モンゴル軍は得る所少なくして帰国せざるを得なくなった。
帰国後、史弼とイグミシュは官位剥奪の上家産の3分の1を没収されるという厳しい処罰を受けたが、高興のみは一人ウィジャヤの危険性を見抜き功績が多かったことを重視され、処罰はなく逆に金50両を下賜された。

### 晩年
クビライの没後、オルジェイトゥ・カアン（成宗テムル）が即位すると福建行省の平章に任じられた。大徳3年（1299年）、高興に恨みを持つ汀州総管府同知アリーが高興を誣告したが、審理の結果高興の無罪が立証され、逆にアリーが処罰された。その後江浙行省平章政事に移り、この時息子のバヤンがケシクテイ（宿衛）に入っている。大徳4年（1300年）、オルジェイトゥ・カアンより海東白鶻・葡萄酒・良薬を与えられ、大徳8年（1304年）には枢密副使の地位を授かっている。大徳10年（1306年）、更に同知枢密院事より河南行省平章政事に進んだ。
クルク・カアン（武宗カイシャン）が即位すると左丞相に抜擢され、河南行省のことを商議した。クルク・カアンの死後に即位したブヤント・カアン（仁宗アユルバルワダ）も高興を厚く遇したが、皇慶2年（1313年）9月に69歳で亡くなった。高興の息子たちも大官に至っており、ジャワ遠征軍指揮官の中では唯一安定した日々を過ごすことができたといえる。